# Chlorochaeta neriaria
Chlorochaeta neriaria là một loài bướm đêm trong họ Geometridae.